# برابانت شمالی
برابانت شمالی (به هلندی: Noord-Brabant) یکی از استان‌های کشور هلند است که در جنوب این کشور واقع شده‌است.
مرکز این استان شهر سِرتوخِن‌بوس ('s-Hertogenbosch) و بزرگترین شهر آن آیندهوون (Eindhoven) است.
۵۷ درصد از مردم این استان کاتولیک، ۶ درصد پروتستان و ۵ درصد مسلمان هستند.